# Dubysa
Dubysa je řeka v Litvě (Kaunaský, Šiauliaiský kraj). Vytéká z rybníka Bubių tvenkinys. Údaje o délce a ploše povodí se liší podle toho, zda je započítán nebo není samotný rybník, ze kterého vytéká. Pokud je rybník Bubių tvenkinys započítán (jeho vodní plocha je 418 ha), je Dubysa dlouhá 146 km a povodí má rozlohu 2070 km². Pokud započítán není, je Dubysa dlouhá 130,9 km a povodí má rozlohu 1972,6 km².

## Průběh toku

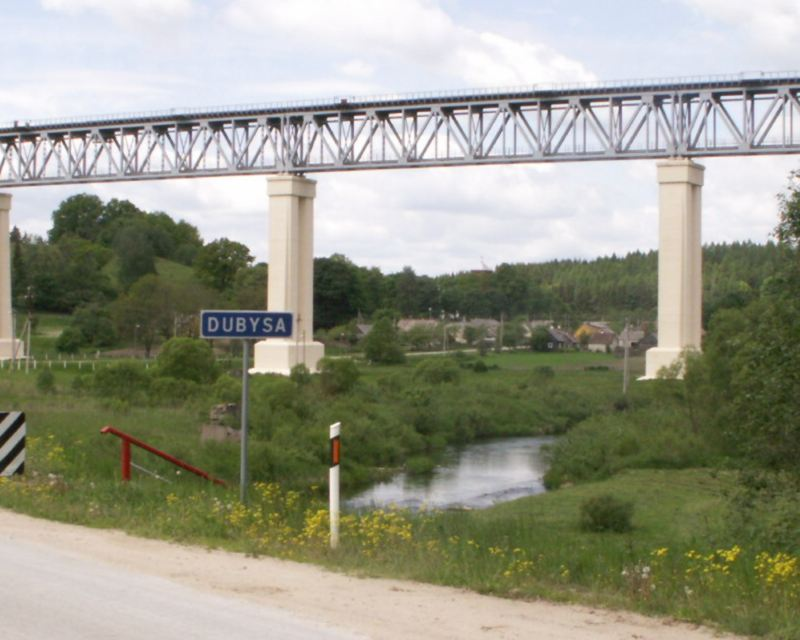
Lyduvėnský železniční most

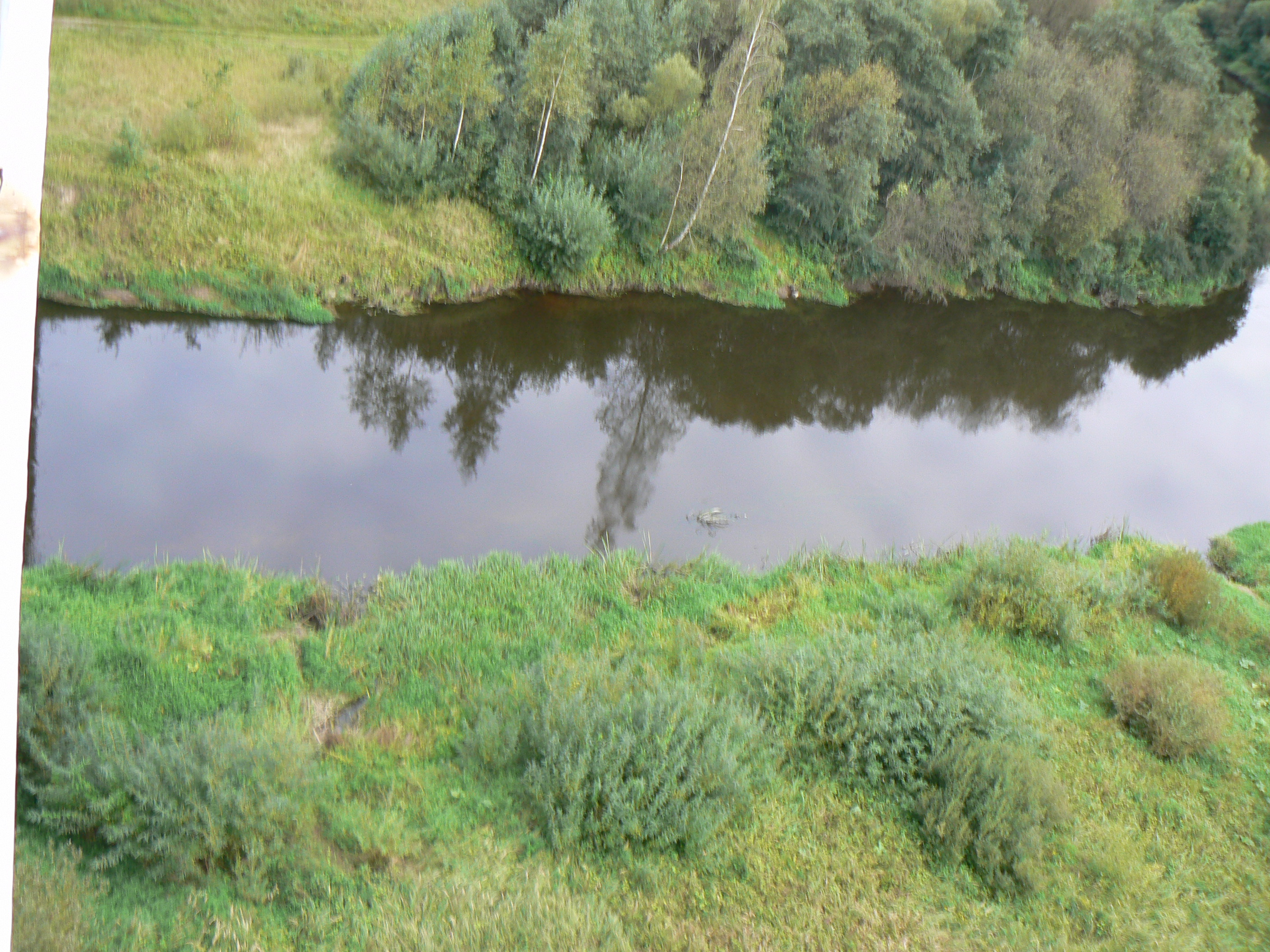
Dubysa u mostu dálnice A1 u Butkiškė

Řeka vytéká z rybníka Bubių tvenkinys na Žemaitijské vysočině nedaleko na západ od města Šiauliai. Na horním toku je spojena kanálem s řekou Venta. Teče převážně směrem jižním. Je to pravý přítok Němenu, do kterého se vlévá 167,5 km od jeho ústí u města Seredžius. Od Ariogaly do Seredžiusu je Ichtyologická rezervace Dubysy.

## Přítoky
- Levé:

| Hydrologické pořadí | Řeka       | Délka (km) | Povodí (km²) | Vzdálenost od ústí (km) | Ústí kde                   | Koordináty ústí |
| ------------------- | ---------- | ---------- | ------------ | ----------------------- | -------------------------- | --------------- |
| 14010070            | Tilžė      | 12,3       | 23,0         | 123,5                   | Jusaičiai                  |                 |
| 14010080            | Šėtupis    | 2,8        | 8,2          | 123,0                   | Jusaičiai                  |                 |
| 14010130            | Šiaušė     | 32,0       | 120,5        | 102,4                   | Padubysys                  |                 |
| 14010220            | Lokysta    | 6,0        | 6,0          | 91,6                    | Kubilių piliakalnis        |                 |
| 14010230            | Gryžuva    | 13,6       | 190,0        | 91,3                    | Kubilių piliakalnis        |                 |
| 14010270            | Didravis   | 4,8        | 4,4          | 80,8                    | Bulavėnai                  |                 |
| 14010290            | Lapišė     | 21,1       | 90,6         | 71,5                    | Žalpiai                    |                 |
| 14010310            | Žyzdrė     | 7,0        | 12,3         | 70,0                    | Kalniškiai                 |                 |
| 14010320            | Pražuva    | 3,1        | 5,0          | 65,7                    | Katauskiai                 |                 |
| 14010330            | Tvarkantė  | 8,6        | 18,1         | 64,0                    | Padubysys                  |                 |
| 14010340            | Liolinga   | 11,9       | 34,3         | 60,9                    | Tverijoniškė               |                 |
| 14010350            | Luknė      | 25,8       | 133,3        | 53,8                    | Dvarviečiai                |                 |
| 14010370            | Kurantas   | 4,7        | 5,3          | 53,6                    | Saugailiai                 |                 |
| 14010380            | Mūkė       | 15,8       | 42,6         | 48,0                    | Maslauskiškiai             |                 |
| 14010390            | D - 1      | 2,9        | 1,8          | 45,9                    | Betygala                   |                 |
| 14010410            | Lelykas    | 9,7        | 17,8         | 45,8                    | Betygala                   |                 |
| 14010420            | Vaškutė    | 3,2        | 3,3          | 44,6                    | Betygala                   |                 |
| 14010430            | Žvėrinčius | 3,9        | 3,7          | 41,2                    | Ugioniai                   |                 |
| 14010460            | Upytė      | 6,1        | 9,0          | 36,1                    | Ročiškių piliakalnis       |                 |
| 14010470            | Cibrevis   | 4,0        | 2,6          | 33,7                    | Vandžiai                   |                 |
| 14010480            | Kirkšnovė  | 24,7       | 83,0         | 32,2                    | Pagojys                    |                 |
| 14010510            | Palonas    | 9,6        | 14,0         | 29,4                    | Noliečiai                  |                 |
| 14010520            | Taurupys   | 6,8        | 15,4         | 28,4                    | Taurupys                   |                 |
| 14010530            | Gynėvė     | 35,7       | 124,7        | 18,4                    | Padubysys (okr. Raseiniai) |                 |
| 14010580            | Lašiša     | 4,2        | 12,5         | 16,1                    | Padubysys (okr. Jurbarkas) |                 |
| 14010650            | Lazduona   | 16,7       | 63,7         | 2,2                     | Purviškiai                 |                 |

- Pravé:

| Hydrologické pořadí | Řeka                  | Délka (km) | Povodí (km²) | Vzdálenost od ústí (km) | Ústí kde                   | Koordináty ústí |
| ------------------- | --------------------- | ---------- | ------------ | ----------------------- | -------------------------- | --------------- |
| 14020001            | kanál Ventos perkasas | 15         | 69,4         | 128,5                   | Bubiai                     |                 |
| 14010090            | Deglė                 | 4,6        | 9,4          | 117,9                   |                            |                 |
| 14010110            | Šventupis             | 9,0        | 43,8;        | 110,2                   | Deiviai                    |                 |
| 14010120            | Lukojus               | 15,2       | 28,8         | 105,1                   | Šedvydžiai                 |                 |
| 14010160            | Kražantė              | 96?;87,4   | 378,3        | 100,6                   | Burbaičiai                 |                 |
| 14010210            | Mėdus                 | 9,8        | 14,9         | 95,5                    | Svirniai                   |                 |
| 14010250            | Saldus                | 9,0        | 18,9         | 89,7                    | Papušynys                  |                 |
| 14010260            | Almė                  | 2,8        | 5,4          | 83,7                    | Padubysis                  |                 |
| 14010280            | Dratvuo               | 14,4       | 55,2         | 75,5                    | Lyduvėnai                  |                 |
| 14010440            | Šventupis             | 7,9        | 19,3         | 40,5                    | Kejėnai                    |                 |
| 14010450            | Šakuma                | 3,9        | 3,8          | 37,4                    | Daugirdai                  |                 |
| 14010560            | Skystūnas             | 5,3        | 5,5          | 16,7                    | Juteikiai                  |                 |
| 14010570            | Jurgravys             | 2,9        | 1,1          | 16,1                    | Juteikiai                  |                 |
| 14010590            | Uosinta               | 2,8        | 2,8          | 14,8                    | Padubysys (okr. Jurbarkas) |                 |
| 14010610            | Žvėrupis/Žvėrnupis    | 6,2        | 11,2         | 11,6                    | Išlestakiai                |                 |
| 14010620            | Ožkupis               | 3,4        | 4,1          | 10,6                    | Pašiliai                   |                 |
| 14010630            | Vitkupis              | 2,1        | 4,7          | 8,2                     | Vitkūnai                   |                 |
| 14010120            | Grivančiupis          | 4,2        | 5,4          | 4,0                     | Grivančiai                 |                 |

## Využití
Na řece je možná vodní doprava. Je oblíbená také vodáky.

## Fauna
V řece a u řeky žijí druhy velevrub nadmutý, škeble říční, kružník bělavý, kružník žebrovaný, kamomil říční, zubovec říční, bahenka pruhovaná, hltanovka bahenní, chobotnatka plochá, chobotnatka štítkatá, chobotnatka rybí, beruška vodní, chrostík potoční, chrostík dvouskvrnný, jepice sírožlutá, jepice předjarní, jepice obecná, jepice žlutá, klínatka obecná, klínatka rohatá, klínatka vidlitá, motýlice lesklá, šidélko brvonohé, vílenka řezanová, hlubenka skrytá, číhalka pospolitá, muchnička zdobená, klešťanka, střechatka obecná, Ithytrichia lamellaris, Hydroptila sparsa, Oxyethira flavicornis, Orthotrichia costalis, Tinodes waeneri, Psychomyia pusilla, Polycentropus flavomaculatus, Cheumatopsyche lepida, Hydropsyche pellucidula, Hydropsyche angustipennis, Hydropsyche contubernalis, Athripsodes albifrons, Athripsodes aterrimus, Athripsodes bilineatus, Athripsodes cinereus, Oecetis notata, Ceraclea annulicornis, Ceraclea dissimilis, Ceraclea excisa, Ceraclea fulva, Ceraclea nigronervosa, Mystacides azureus, Brachycentrus subnubilus, Micrasema setiferum, Notidobia ciliaris, Lepidostoma hirtum, Halesus digitatus, Anabolia laevis, Paraleptophlebia cincta, Paraleptophlebia submarginata, Habrophlebia lauta, Baetis fuscatus, Baetis vernus, Nigrobaetis digitatus, Baetis niger, Centroptilum luteolum, Caenis luctuosa, Caenis horaria, Caenis rivulorum, Caenis macrura, Ephemera lineata, Serratella ignita, Isoperla obscura, Leuctra hippopus, Leuctra fusca, Taeniopteryx nebulosa, Xanthoperla apicalis, Nemoura flexuosa, Hesperocorixa sahlbergi, Orectochilus villosus, Elmis maugetii, Oulimnius tuberculatus, Hydraena palustris, Atrichops crassipes, Simulium lineatum, Simulium vernum, Simulium posticatum, Prodiamesa olivacea a Tanytarsus gregarius, dále jsou zastoupeny rody a čeledi hrachovka, okružanka, plovatka (Lymnaea), uchatka, točenka, bahnivka, ploštěnka (Planaria), vodule, chrostík, nízkožabré jepice, jepice (Baetis), jepice (Caenis), jepice (Ephemera), pošvatka, klínatkovití, motýlice, vodnář, plavčík, bahnomilka, bzikavka, muchnička (Wilhelmia), pakomár (Cricotopus), pakomár (Diamesa), pakomár (Eukiefferiella), pakomár (Limnochironomus), pakomár (Parachironomus), pakomárec (Culicoides), mouchovití, koutulovití, břežnicovití, Hydroptilidae, Hydropsyche, Leptoceridae, Athripsodes, Ceraclea, Triaenodes (Ylodes), Potamophylax, Nemoura, Oulimnius, Limnius, Riolus, Tipuloidea, Hybomitra, Hemerodromia, Cladotanytarsus, Endochironomus, Harnichia, Macropelopia, Polypedilum, Procladius, Prodiamesa, Psectrocladius, Seromyia a Palpomyini.

## Obce při řece
Aukštelkė, Bubiai, Bazilionai, Vijurkai, Gailiaiėiai, Lupikai, Padubysys, Papušynys, Maironiai, Padubysis, Lyduvėnai, Katauskiai, Burbiškiai, Betygala, Ugioniai, Plembergas, Ariogala, Gėluva, Butkiškė, Padubysys (okr. Raseiniai), Padubysys (okr. Jurbarkas), Čekiškė, Eikščiai, Padubysys (okr. Kaunas), Lazduoniai, Pieštvėnai, Seredžius (uvedeny jsou pouze některé).